# 7229 Tonimoore
A 7229 Tonimoore (ideiglenes jelöléssel 1985 RV) a Naprendszer kisbolygóövében található aszteroida. A Spacewatch projekt keretében fedezték fel 1985. szeptember 12-én.